# Снежанка
Вижте пояснителната страница за други значения на Снежанка.
Снежанка (на немски: Sneewittchen, съвременен немски правопис: Schneewittchen; на английски: Snow White; на руски: Белоснежка) е световно популярен литературен герой от немската приказка „Снежанка и седемте джуджета“, позната в различни варианти, най-известен е този на Братя Грим публикуван за пръв път в 1812 г. В СССР и страните от бившия съветски блок – днешна Русия, Беларус, Украйна и пр. Снежанка (на руски: Снегурочка) е и като изключително красивата златокоса  и съпруга    
на Дядо Мраз, респективно Дядо Коледа днес, участваща при раздаването на подаръците на децата край елхата.

## Сюжет
Снежанка в приказката е единствена дъщеря на краля, останал вдовец скоро след раждането ѝ. Наречена е така, защото въплъщава идеала за красота – лицето ѝ е „бяло като сняг“, устните ѝ са „алени като кръв“, а косите ѝ са „черни като абанос“. Баща ѝ се жени повторно и изключителната красота, с която е надарена останалата полусираче принцеса, разпалва убийствена завист у втората му жена – нейната мащеха магьосница, която също е много красива. Магьосницата има вълшебно огледало, което вижда навсякъде и говори истината, чрез него мащехата прави многократни опити да унищожи Снежанка. Добросърдечна и работна, Снежанка привързва към себе си хора, животни и приказни създания, което ѝ помага в края на краищата да преодолее покушенията на злата мащеха. Кралицата успяла да я приспи завинаги с отровна червена ябълка, и поставената в кристален ковчег на върха на планината Снежанка се съживява и оженва за принца, който я събужда с целувка.

## Фолклорни характеристики
Характерни приказни елементи в народната приказка, освен самата невинна красавица Снежанка, са магическото огледало, отровната ябълка, кристалният ковчег и образите на красивата, но коварна кралица магьосница, седемте джуджета, кралският егер (ловец) и принцът, а сюжетът явно третира правото на кръвното родство, отстраняването на конкурентите при узурпация, отразява народните вярвания и митология и тържеството след продължителни мъки и премеждия на традиционните морални норми, социалната йерархия и справедливото възмездие, въздадено от провидението над магията и злото.
В класификационна система на Aarne-Thompson на традиционните народни приказки е в раздел „Други вълшебни приказки“, в група № 709, именувана на нея и включваща самата немска Sneewittchen, италианската Bella Venezia, гръцката Myrsina, арменската Nourie Hadig и шотландсака Gold-Tree and Silver-Tree. Много други вариации на историята съществуват в цяла Европа.
В първото издание Братя Грим публикуват версия, в който злодеят е ревнивата собствена майка на Снежанка, заменена по-късно с мащехата. В други варианти, вместо донесените от ловеца на кралицата бели дробове и черен дроб на млад глиган, които той представя, че са на девойката, както е написано в оригинала, ловецът носи на мащехата сърцето уж на Снежанка, което може да бъде препратка към старата славянска митология, която включва разкази за вещици, ядящи човешки сърца. По-късно мотивите за канибализъм изчезват, Снежанка от 7-годишно момиче е представена като 14-годишна девойка, тя е открита от джуджетата, заспала от умора, след като е почистила и подредила къщата им, а не след като е изяла и изпила всичко в нея и я е разхвърляла, както е в оригинала, наказанието на мащехата – да танцува на сватбата ѝ с принца в чифт нажежени железни обувки да смърт, става падане от планината, докато е преследвана от джуджетата, или, че сърцето и се пръска от злоба, когато чува за сватбата. В някои от другите варианти джуджетата са разбойници, а магическо огледало е заместено от диалог със слънцето или луната.
В една версия от Албания, записана от Йохан Георг фон Хан, героинята живее с 40 дракона, а нейният вечен сън е причинен от един пръстен. В началото на тази албанска история има момент, в който учителят ѝ настоятелно призовава тя да убие злата си мащеха и да заеме мястото си. Произходът на тази приказка вероятно не е по-стар от средните векове. Всъщност има две албански версии на Снежанка: едната, в която мащехата се опитва да я убие, и още една, в приказката „Ревнивите сестри“, в която двете ѝ ревниви сестри се опитват да сторят това. И в двете албански приказки смъртта е причинена от споменатия пръстен.
В индийския епос Падмавати (Padmavati) в стихове, датирани към 1540 г., кралицата махарани Нагамати (Nagamati) пита същия въпрос: „Коя е по-красива, аз или Падмавати?“ новия си папагал, и той дава на кралицата познатия неприятен за нея отговор.
Приказката „История за мъртвата принцеса и седемте богатири“ на Александър Пушкин от 1833 е като тази за Снежанка, но вместо джуджета тук присъстват рицарите богатири.

## Замъка Лор и прототипа на Снежанка
Д-р Карлхайнц Бартелс публикува анализ на приказката, от който прави извода, че е възможно, прототип на Снежанка от сборника на Братя Грим да е Мария София фон Ердал (на немски: Maria Sophia Margaretha Catherina von Erthal), родена през 1725 г. в град Лор на Майн (на немски: Lohr am Main) на 65 км югоизточно от Франкфурт на Майн, доживяла дълбока за онова време старост от 71 години. Тя е била благородно момиче, баща ѝ Филип Кристоф фон Ердал (на немски: Philipp Christoph von Erthal), е бил най-висш благородник, наместник на принц-курфюрста на Майнц в Лор, а самият замък – официалната резиденция на принц-курфюрста на Майнц в Лор, е домът на семейството. Градчето и замъкът Лор са обкръжени от една от най-обширните германски гори, гората Шпесарт. Тя се простира на 2110 кв. км. отчасти в Бавария, отчасти в Хесен, в равнините на централното плато при река Майн, известни с легендарните Шпесартски горски разбойници и бракониери (на немски: Spessarträuber) – хора вън от обществото създали своя собствена субкултура. Името на горите идва от Кълвач – Spechts-Hardt, т.е. „Spechts-Wald“ – гора на кълвачите. След смъртта на рождената ѝ майка през 1741, бащата се жени повторно в 1743 г. Мащехата, Клаудия Елизабет фон Рахенщайн (на немски: Claudia Elisabeth von Reichenstein) е властна и изискана жена, която прави всичко на новата си позиция в полза на децата от първия си брак.
Огледало, наричано „Говорещото огледало“ и високо 1,60 м., се намира в Музея на Шпесарт в замъка Лор (на немски: Spessart Museum – Lohrer Schloss, Lohr am Main), където Мария София е родена. То е произведение на Лорския цех за огледала (на немски: Kurmainzische Spiegelmanufaktur), чиято продукция е била любим подарък за европейсите короновани глави, аристократичните дворове и висшето общество чак до Индия и Америка.

## Съвременно използване и разпространение
Историята на Снежанка има огромен брой публикации, вариации, адаптации и екранизации за деца в различни жанрове по цял свят.
- Снежанка и седемте джуджета (филм, 1937) – анимационен филм на Уолт Дисни

## Галерия
- 1. Кралица пита вълшебното огледало
- 2. Снежанка в гората
- 3. Джуджетата намират Снежанка заспала
- 4. Джуджетата предупреждават Снежанка
- 5. Кралицата посещава Снежанка
- 6. Кралицата е отровила Снежанка
- 7. Принцът събужда Снежанка
- 8. Кралицата пристига на сватбата